# Битва під Сентготтхардом
Битва під Сентготтгардом — битва, що відбулась 1 серпня 1664 року між військами Габсбурзької монархії, інших земель Священної Римської імперії, Франції й низки дрібніших держав Європи, з одного боку, й Османської імперії, з другого боку. Битва завершилась повною перемогою християнської армії й стала ключовим моментом Австрійсько-турецької війни 1663—1664 років. За тиждень після битви було підписано Вашварський мир. Битва відбулась на полі на лівому березі річки Раби між селищами Сентготтгард і Могерсдорф (нині тут проходить австрійсько-угорський кордон). В австрійських джерелах відома як Битва під Могерсдорфом.

## Передумови

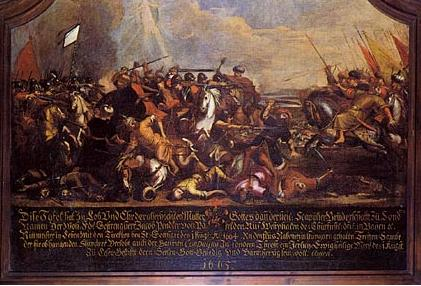
Битва під Сентготтхардом

Австрійсько-турецька війна 1663—1664 років почалась із вторгнення турецької армії до Трансільванії. Трансільванський князь Янош Кеминь утік до Відня у пошуках австрійської підтримки. Імператор Леопольд I, не бажаючи, щоб Трансільванію було анексовано Османською імперією, вступив у війну.
У 1663 році османська армія з 100 тисяч чоловік під командуванням великого візира Фазіла Ахмеда Кепрюлю вторглась до Габсбурзької Угорщини й у вересні взяла Нове Замки.
Для відсічі Габсбурги мали лише військо з 12 тисяч чоловік під командуванням Раймунда Монтекукколі та 15 тисяч угорсько-хорватських військ Міклоша Зрінського.
У січні 1663 року імператор Леопольд I, розуміючи, що власних військ для перемоги недостатньо, скликав Імперський рейхстаг, закликаючи німецьких та європейських монархів на допомогу «проти невірних», й мав успіх.
Відчайдушне становище змусило імператора прийняти допомогу навіть від от заклятих ворогів — протестантських німецьких князів і Франції. Людовік XIV надіслав корпус із 6 тисяч чоловік на чолі з Жаном де Коліньї-Саліньї. До складу французького корпусу входив і знаменитий полководець Людовік II де Бурбон-Конде.
Армія збиралась повільно, але турки надали супротивнику час, зайняті боротьбою у Славонії та Південній Угорщині з угорсько-хорватською армією Міклоша Зрінського. Лише влітку 1664 року османська армія вирушила на Відень. Монтекукколі з армією закріпився на берегах річки Раби неподалік від Сентготтгардського абатства цистеріанців.

## Битва
Сили християнської армії складались із:
- Габсбурзька монархія: 5 000 піхоти й 5 900 кавалерії
- Священна Римська імперія: 6 200 піхоти й 1 200 кавалерії
- Франція: 3 500 піхоти й 1 750 кавалерії
- Рейнська ліга: 600 піхотинців, 300 кавалерії

Інші сили складались з хорватської кавалерії, частин угорської артилерії, частин Савойського герцогства та інших.

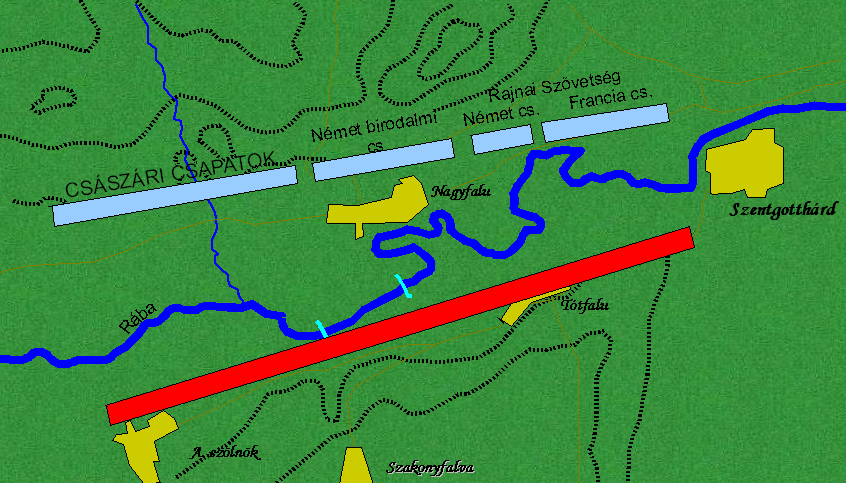
Розташування військ перед битвою. Червоним позначено сили турків, синім — союзників.

Данні про чисельність турецької армії суперечливі. Відповідно до одних джерел вони становили 50 000-60 000, за іншими даними чисельність тільки регулярних османських сил — яничарів та сипахів становила близько 60 тисяч, додатково у турків було 60 000 — 90 000 нерегулярних солдат.

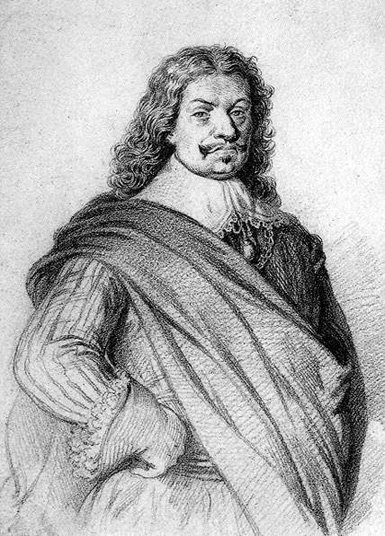
Раймунд Монтекукколі

Монтекукколі перехопив турецьку армію під час спроби форсувати Рабу, але розрізненість командирів не дозволила ефективно управляти різнорідним християнським військом.
1 серпня 1664 року значна частина турецької армії все ж змогла форсувати річку поряд з абатством й відкинула австрійців. Врешті-решт Монтекукколі зумів упевнити Коліньї, який командував французами, і маркграфа Бадена Леопольда-Вільгельма, начальника імперських сил, об'єднати армію під його верховним керівництвом й атакувати турків, які перегрупувались після форсування річки.
Атака була несподіваною для турків, вони збентежено кинулись назад до річки, значна їх кількість потонула під час втечі. Хоча Фазіл Ахмед Кепрюлю мав у розпорядженні боєздатні частини, які ще не переправлялись через Рабу, панічна втеча авангарду призвела до того, що він вирішив відступити.
Втрати турків були значними, близько 16-22 тисяч. Особливо посилювало тягар втрат те, що знищено було найкращі, найбоєздатніші частини. Втрати союзників склали від 2 до 6 тисяч та в основному припали на імперський контингент.
Принц Конде записав у своєму щоденнику:
|  | Серед невірних почалась паніка. Важкий одяг дуже заважав їм пливти. Тих, хто міг плавати, топили ті, хто не вмів. Багато хто, щоправда, допливли до протилежного берега, але чи не могли вибратись на нього, чи їх розстрілювали французькі стрільці: перед усім тих, хто дістався берега. Сталось страшне побиття; на інший берег потрапило вкрай мало турків |

## Наслідки та значення

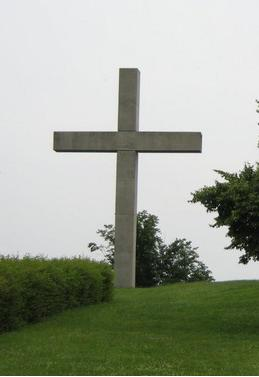
Хрест на місці битви

Хоча багато хто в Європі, особливо хорватське й угорське дворянство, очікували, що Габсбурги перейдуть після перемоги в Сентготтхардській битві у контрнаступ та звільнять захоплені турками історичні угорські й хорватські землі, імператор вирішив завершити кампанію й підписати з турками мир. Мирна угода, відома як Вашварський мир, була підписана через тиждень й залишала туркам навіть частину звільнених в ході війни територій.
Хоч звільнення Угорщини входило до числа стратегічних цілей Габсбургів, упродовж всього свого правління Леопольд більше переймався через стратегічну протидію Людовіку XIV, ніж через війну з турками.
У цей період на іспанський трон вступив розумово й фізично хворий Карл II, по його смерті мало статись неминуче й болісне зіткнення з Францією (воно й сталося, але пізніше, й увійшло до історії як Війна за іспанську спадщину). Хоча Карл II прожив довше, ніж очікувалось, непримиримі суперечності між Францією та рештою Європи привели до цілої низки військових конфліктів у 70-90 роках, причому Австрія брала участь у всіх антифранцузьких коаліціях.
На такому політичному тлі імператор не мав бажання глибоко застрягати у конфлікті з турками. Окрім того Леопольд боявся, що французи, не надто бажані тимчасові союзники, у разі продовження війни на угорській території будуть підмовляти угорську й хорватську знать повстати проти австрійського правління.
Невдоволення ганебним миром вилилось у внутрішню дестабілізацію імперії. Змова магнатів, яку в Угорщині очолив Ференц I Ракоци, а в Хорватії Петро Зрінський і Фран Крсто Франкопан (див. Змова Зринських — Франкопана), була розкрита й придушена, однак завдала істотного збитку внутрішньому миру та єдності Габсбурзької держави.
Значення сентготтхардської перемоги, тем не менше, було значним. Вона на 20 років зупинила турецькі напади на Габсбурзьку монархію й дозволила австрійцям підготуватись до вирішальної війни з османами, після перемоги в якій Австрія стала наймогутнішою державою Центральної Європи.

## В літературі
Битва під Сентготтхардом надихнула Райнера Марію Рільке на створення поеми «Пісня про любов і смерть корнета Кристофа Рільке».